# Фігура
Фігура (Придорожній хрест-фігура) — це традиційна сакральна пам'ятка, поширена на території Волині та Полісся. Вони встановлюються на роздоріжжях, при в'їздах до населених пунктів, біля криниць, храмів, місць поховань, історичних подій та особливих природних об’єктів. Хрести-фігури символізують захист подорожніх і мешканців, нагадують про Страсті Христові, а також є елементами народної християнської та дохристиянської традиції.

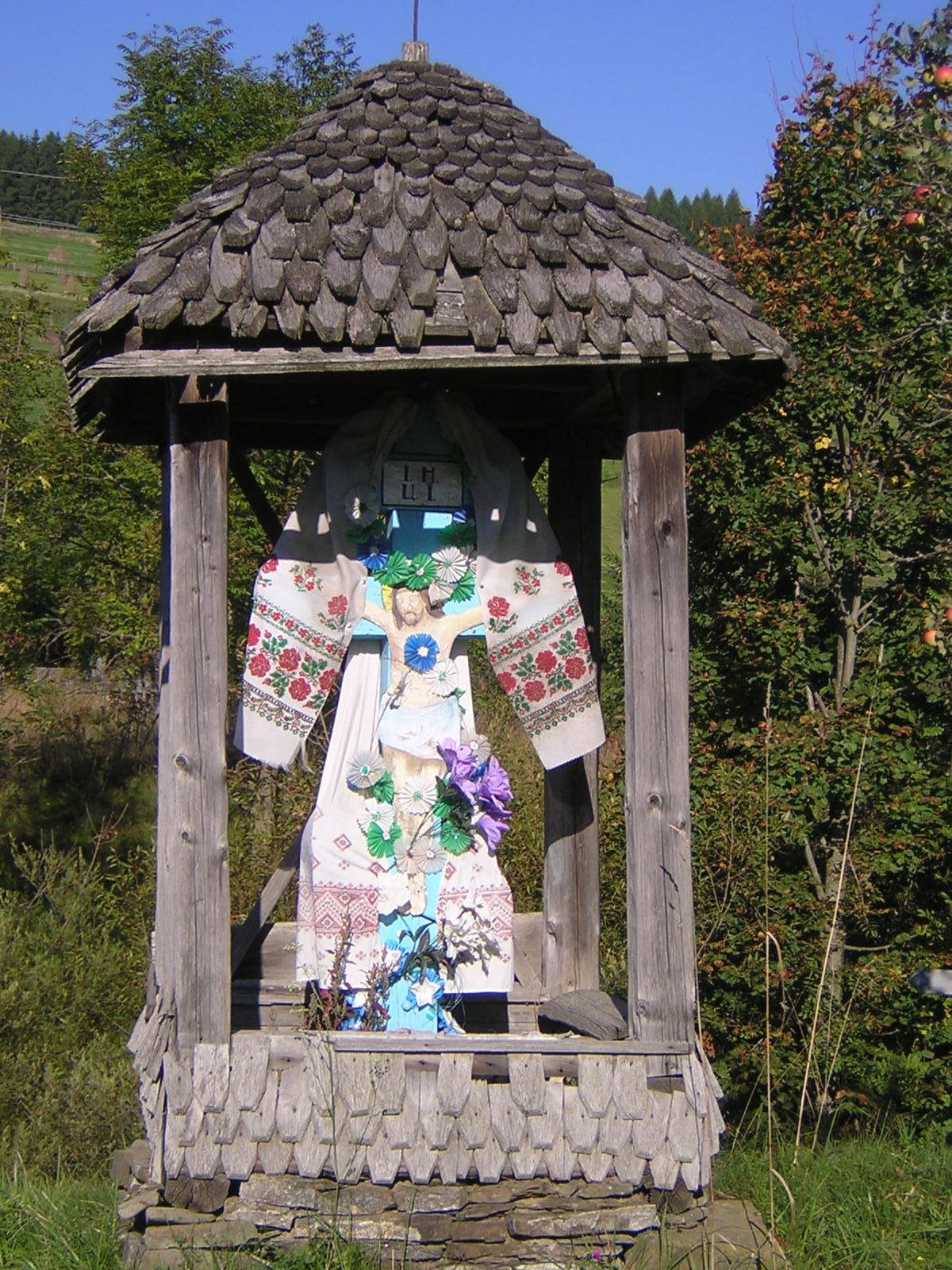
Фігура у Гукливому

## Історія
Традиція встановлення придорожніх хрестів-фігур на території сучасної України сягає часів Київської Русі. У ранньому Середньовіччі вони могли слугувати як межові знаки або місця молитов мандрівників.
З часом їхнє значення поширилося, і хрести почали ставити з різних причин:
Придорожні хрести встановлювали з різних причин:
- Як оберіг – вважалося, що вони захищають подорожніх від лихих сил[2].
- На згадку про історичні події – наприклад, після воєн, повстань або стихійних лих.
- На честь подяки – за зцілення, повернення додому або врожайний рік.
- На місцях загибелі – щоб вшанувати померлих[3].

Протягом XIX століття хрести ставили особливо активно під час епідемій, насамперед холери, сподіваючись на Божий захист.
У радянський період більшість таких хрестів було знищено або занедбано. Однак із кінця 1980-х громади почали їх відновлювати, а дослідники – документувати їхнє існування.

## Символіка
Придорожні хрести-фігури містять багату символіку Страстей Христових:
- Молоток та обценьки – інструменти розп’яття[6].
- Драбина – символ зняття тіла Ісуса з хреста.
- Спис – яким римський солдат проколов Його бік[7].
- Півень – символ трьохразового зречення апостола Петра[8].
- Молоток, цвяхи, обценьки – інструменти, якими забивали й виймали цвяхи з рук Ісуса; [9]
- 30 срібняків  – заплачені Іуді за зраду;[10]
- миска з миро – ним діви-мироносиці обтирали тіло;[11]
- терновий вінець  – символ страждання на голові Ісуса;[12]
- Грааль – легендарна чаша, в яку зібрали кров Христа.[13]

Деякі хрести прикрашені дерев’яними чи кам’яними іконами, а також вишитими рушниками та стрічками.

## Регіональні особливості
На Волині придорожні хрести найчастіше дерев’яні, можуть мати фігури святих або різьблені символи.
На Поліссі часто зустрічаються хрести з каменю чи металу, встановлені на високих постаментах.
Одним із найдавніших збережених хрестів є придорожній хрест 1887 року в селі Седлище Волинської області.

## Функції
Придорожні хрести виконували й продовжують виконувати кілька важливих функцій:
- Охоронна — вважається, що хрест захищає місцевість та подорожніх від лих, хвороб і злих сил[18].
- Пам’ятна — хрести встановлювали як пам’ять про важливі події, війни, епідемії, природні катастрофи[19].
- Обітна — хрести могли ставити як обітницю або вдячність за порятунок, зцілення або чудесний випадок[20].

## Сучасне значення
Сьогодні хрести-фігури досліджують краєзнавці, фотографи та історики.
Волонтери та місцеві громади відновлюють зруйновані пам’ятки, зокрема завдяки архівним фотографіям та свідченням старожилів.

## Типи придорожніх хрестів
Залежно від матеріалу та форми, придорожні хрести поділяють на: 
- Дерев'яні — найпоширеніші, особливо в сільській місцевості.
- Кам'яні — часто мають різьблені елементи.
- Металеві — характерні для кінця XIX—XX століть.

## Галерея

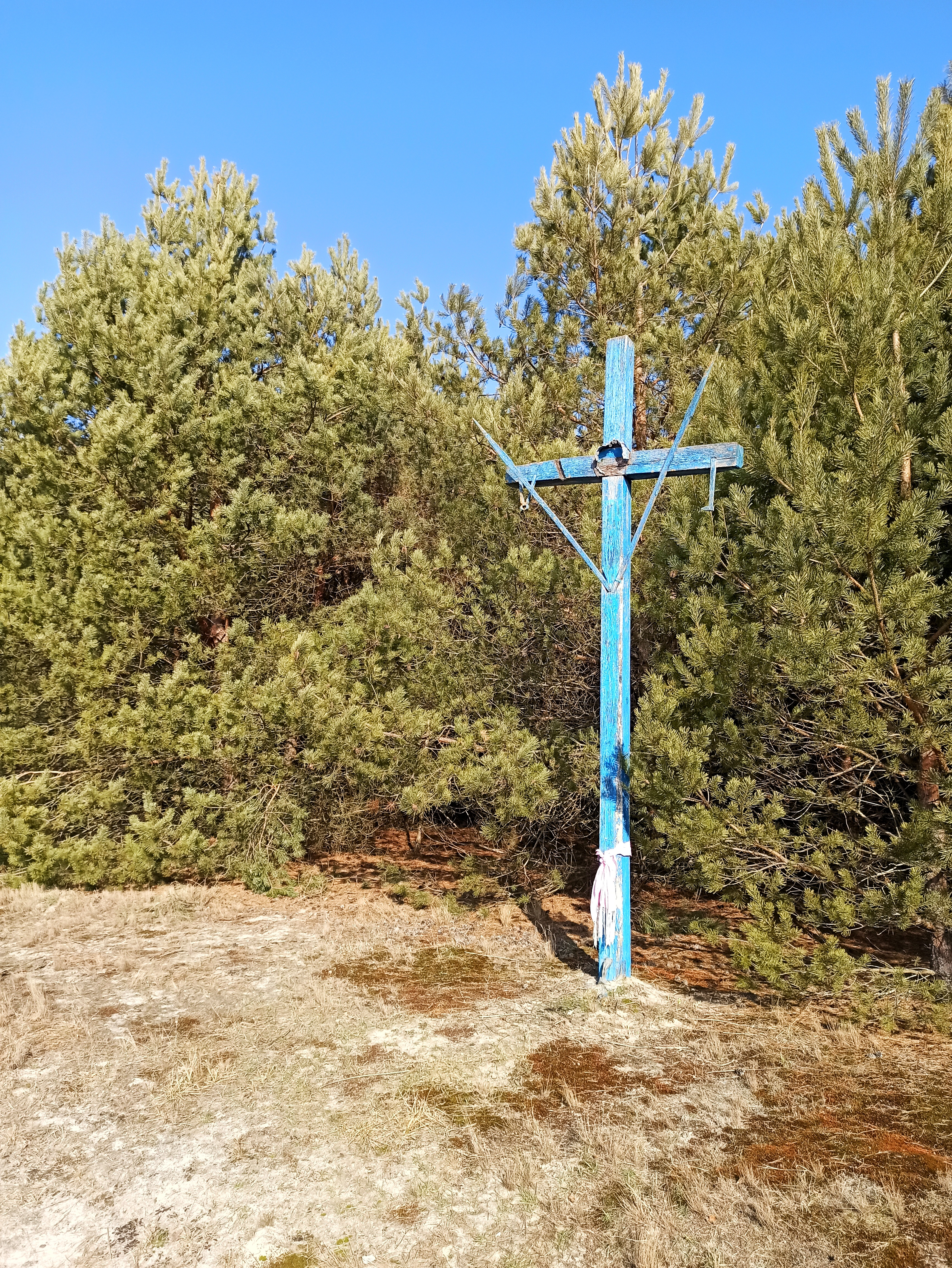
Хрест-фігура в селі Славне (Луцький район) Волинська область
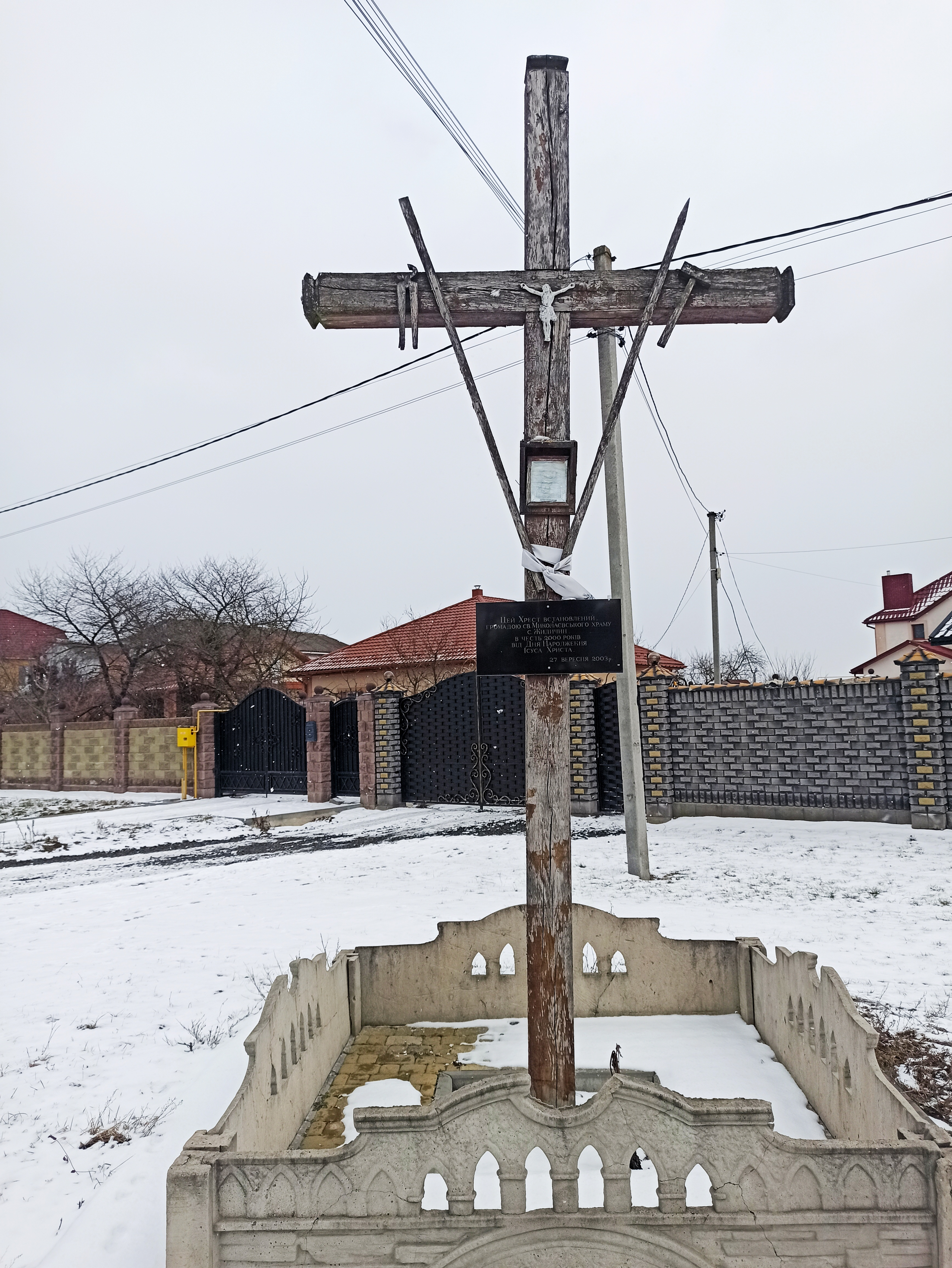
Хрест-фігура в селі Жидичин Волинська область
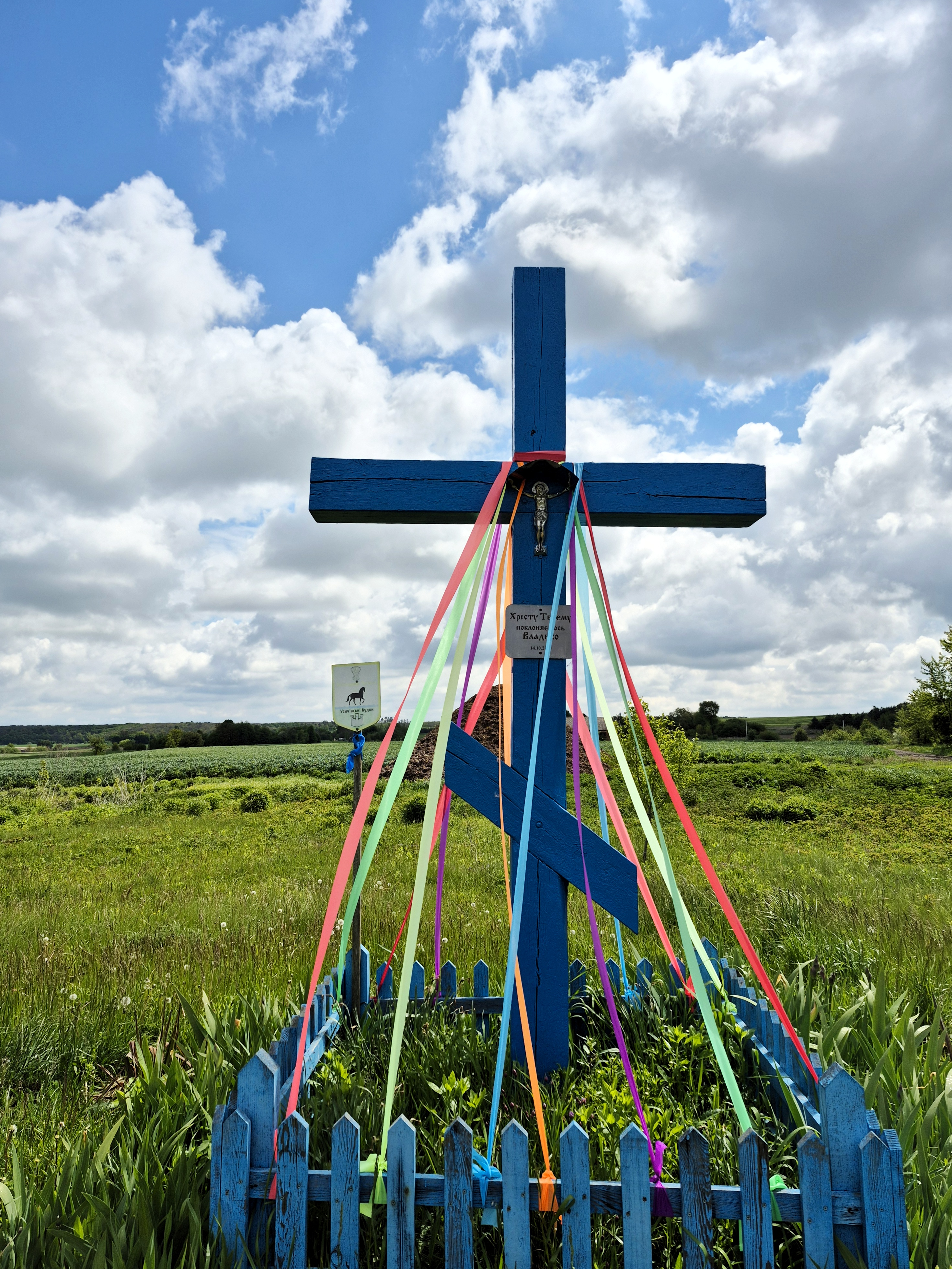
Хрест-фігура на в'їзді в село Усичівські Будки Волинська область
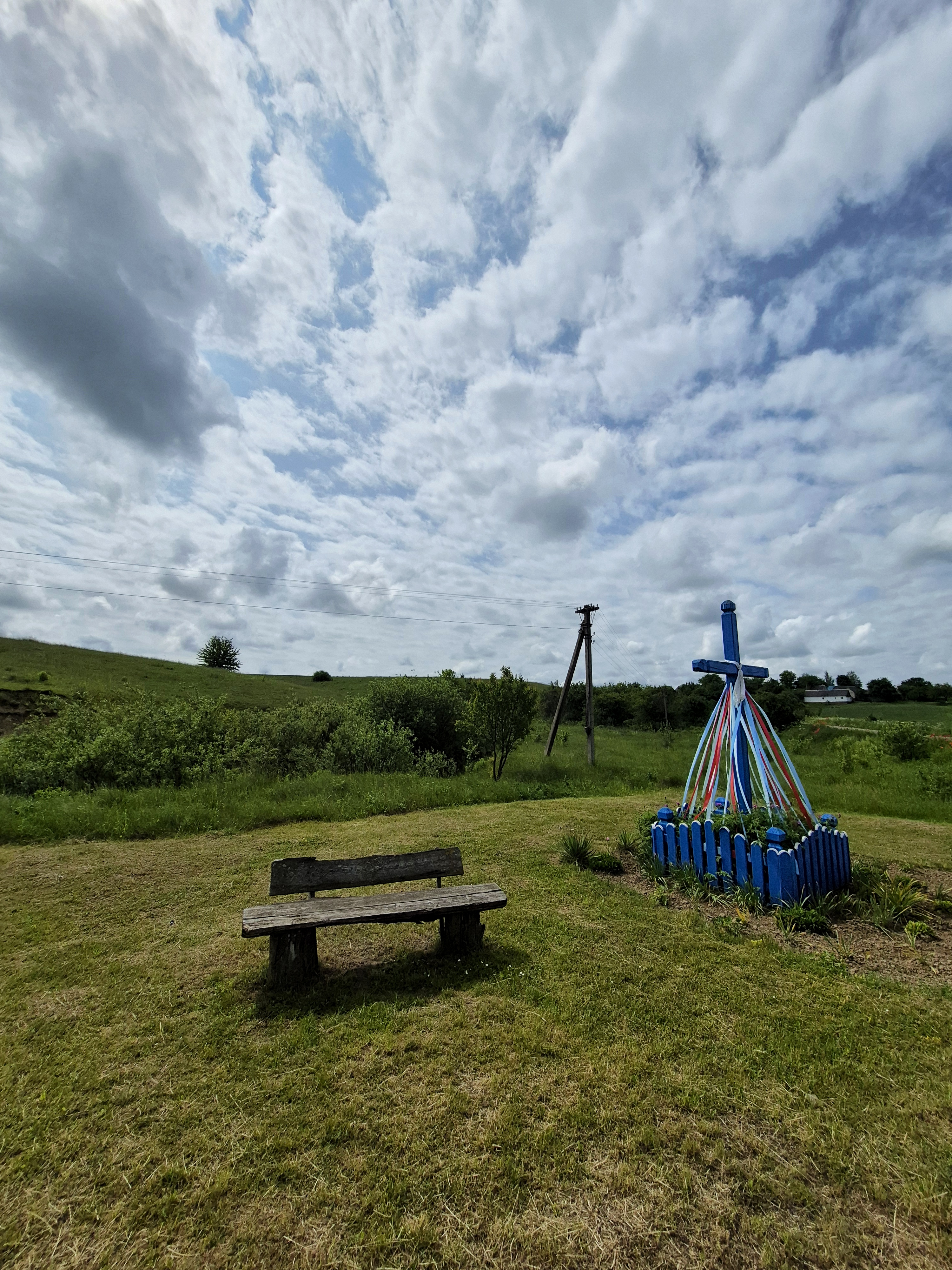
Хрест-фігура між селами Великий Окорськ і Малий Окорськ Волинська область
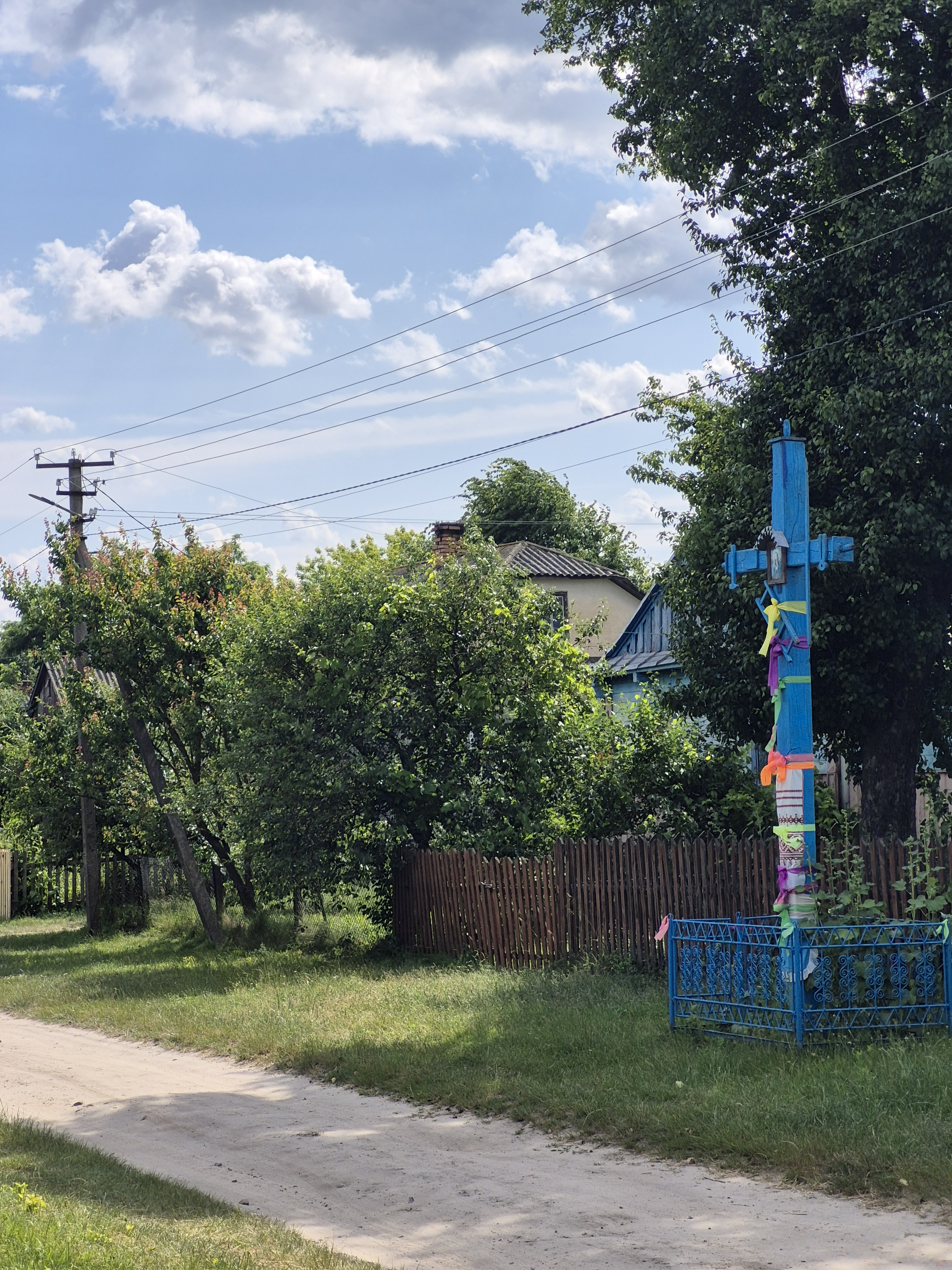
Хрест-фігура в селі Іванівка, Волинська область